# Ammophila haimatosoma
Ammophila haimatosoma är en biart som beskrevs av Kohl 1884. Ammophila haimatosoma ingår i släktet Ammophila och familjen grävsteklar.

## Underarter
Arten delas in i följande underarter:
- A. h. haimatosoma
- A. h. sinaitica